# هراز (شرکت)
شرکت لبنی دوشه آمل برند تجاری هراز یکی از بزرگ‌ترین شرکت‌های تولید لبنیات در کشور ایران محسوب می‌شود.

## تاریخچه
شرکت لبنی هراز در سال ۱۳۸۶ هجری شمسی توسط بزرگمهر دادگر در شهر آمل پایه‌گذاری شد.اولین تولیدات شرکت هزار در کارخانه هکلند آلمان که در ایران با نام هکلند پرسین آمل فعال بود، انجام شد. این کارخانه بعدها به هراز واگذار شد و تولیدات پنیر آن با برند آلیما ادامه یافت.

## محصولات
تولیدات این شرکت شامل لبنیات ماست، پنیر، دوغ، دسر، کشک، شیر، خامه و کره می‌باشد. این شرکت از اولین تولیدکنندگان ماست طعم دار در کشور ایران محسوب می‌شود. همچنین محصولات این شرکت علاوه بر داخل کشور به کشورهای همسایه ترکمنستان، آذربایجان، عراق، قطر، ترکمنستان، کویت و بحرین ارسال می‌شود.